# 3073 Kursk
3073 Kursk è un asteroide della fascia principale. Scoperto nel 1979, presenta un'orbita caratterizzata da un semiasse maggiore pari a 2,2425096 UA e da un'eccentricità di 0,1371001, inclinata di 5,03448° rispetto all'eclittica.
L'asteroide è dedicato alla cittadina russa di Kursk.